# 假排草
假排草（学名：Lysimachia sikokiana）是报春花科珍珠菜属的植物。分布于台湾岛、日本、菲律宾等地，生长于海拔1,200米至2,300米的地区，常生长在林下和山谷溪边，目前尚未由人工引种栽培。